# 浅利牛欄

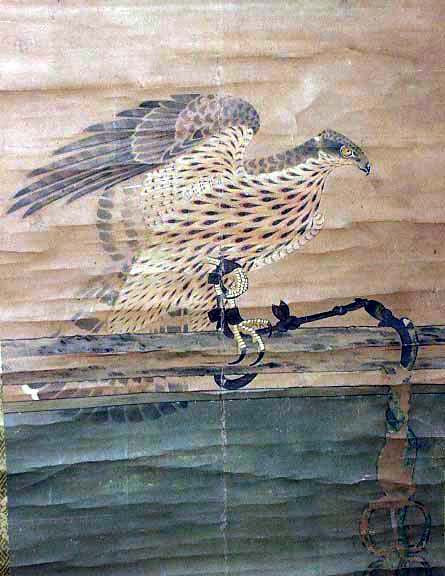
浅利牛蘭筆　鷹架図（橋本印譜）

浅利 牛蘭（あさり ぎゅうらん）は、戦国時代から江戸時代初期にかけての武将、鷹匠。浅利氏の家臣。比内八木橋城城主。のちに鷹匠として織田信高や蒲生氏郷に仕えて手腕を振るった。また鷹絵師としても日本各地に作品群を残した。これまで生涯の詳細は不明な部分が多く、特に鷹絵師としての研究が待たれたが、近年急速な作品の発見や解明が成されて実像が明らかになってきた。呼称表示については牛欄、牛蘭、及乱などの音読み表示での文献がなされているが、本人がそれを実際に記帳した事例は見られない。多くは金助（介）、兵庫助（介）、本名の政吉である。

## 生涯
門脇典膳と高屋氏出身の母の間に誕生したとされる。本名は政吉（まさよし）、大館比内地方では浅利牛蘭の通称で知られている。この通称名には多くの当て字がなされているが、本項では牛蘭と統一して解説する。
天文年間に出羽国比内郡の国人浅利氏総領・浅利則頼の女（松の方）の婿となって浅利氏を名乗り、比内八木橋城主となる。永禄5年（1562年）、内紛により主君・浅利則祐が自害すると主家を出奔し、鷹匠として上洛。越前国敦賀に逗留し日本画を学んで鷹絵工房を創り、天正10年（1582年）、敦賀に転封した城主・蜂屋頼隆から橋本姓を賜り、橋本長兵衛を名乗る。なお、その多くの作品印譜は「橋本」であり、牛蘭名は雅号ではない（後述）。
天正10年（1582年）3月、織田軍の甲斐武田攻めに先立ち、牛蘭が勤仕した織田信長の七男・信高は兄・信忠の命で美濃垂井に配された。同年6月2日の本能寺の変において牛蘭は安土城の信長の妻子を蒲生賢秀・氏郷親子と共に蒲生氏本城である日野郷へ避難させた。同年10月19日付け文書（秋田藩家蔵文書）によれば、織田信高の鷹匠頭を勤め、信高が大垣城主・氏家直昌（行広）に養預されたのに伴い、牛蘭も追随したと考えられる。そのためか岐阜県・三重県周辺に牛蘭製作と思われる作品が多数散在する。また、天正13年（1585年）の頃、信高の兄・信秀が羽柴姓を与えられた時、その仲介で豊臣秀吉に仕えるが、このおりに秀吉子飼の津田小八郎（姫路城の縄張りをした人物）と出会い、牛蘭は鷹飼の免許皆伝を与えた（『宮内庁文書』）。
文禄年間に入ると、蒲生氏郷の鷹匠頭として勤仕し全国を行脚した。またその頃の逸話として『南部叢書』に「浅利汲欄天狗を討つ」という内容の掲載がある。これは九戸政実の乱平定の時、総大将・蒲生氏郷に従軍した経緯から南部に伝承されたと考えられる。
慶長3年（1598年）1月、浅利氏棟梁・浅利頼平が安東氏との物成争議で上洛中に急死すると、頼平の妻子を保護し秋田へ移転する。その後、慶長7年（1602年）に佐竹氏が秋田へ転封するのを機に牛蘭は旧知の須田盛秀を頼り、浅利氏三家の子息を連れて横手に流落し、それぞれが鷹匠として給地を得た。なお、頼平急死をめぐって安東氏による暗殺説があり、これに牛蘭が関与しているとの疑義があった。これは昭和17年（1942年）東北帝国大学の大島正隆が東京大学史料編纂所に在籍した折に発表した『北奥大名成立過程の一断面　―比内浅利氏を中心とする考察―』論文の最後の行で誤った書き方をされたことによる事実無根の罪を負ったためである。現在は頼平謀殺関与が冤罪であることが正しく証明されている。
慶長18年（1613年）正月25日、死去。
母方からの養子である盛吉は、慶長19年（1614年）11月の大坂冬の陣に一兵卒浅利長兵衛として出征したが、ここで功名を遂げ、上役からの指示で高名帳には「高屋五左衛門」と記帳し、ここから高屋氏を名乗った。

## 作品
これまで彼の作品の詳細はほとんどわからなかったが、その原因は作品の散在と作者と印譜の因果関係（武士としての姓名と落款との関係）が全く系譜として伝えられなかったこと、しかも牛蘭が画号であろうと考えられていた関係で、子孫が所蔵する作品でさえ伝牛蘭とされたことにも幻とされた原因がある。
勤仕した会津大名・蒲生氏郷がキリシタン大名であったことから部下として影響を受けざるを得なかった事で牛蘭と号したと考えられる。なぜなら蒲生氏郷に洗礼を勧めた高山右近や父高山飛騨守は自らの洗礼名を音で日本語に記した。例えば高山飛騨守の洗礼名はダリョで太慮と、高山右近はジュストで重出と文書などに花押した。当然主人の蒲生氏郷も洗礼名のレオンを花押にカタカナで使用していた。従って牛蘭も洗礼名がジュリアンであったとも考えられるが定かではない。
作品の多くは京都を中心として100km圏内に多く散在する。作品群は個人蔵・寺社蔵を含めて屏風押し絵仕立てがほとんどであるが、押し絵本紙を分割して条幅に改変されているものも散見する。それらの鷹絵の多くが古くから敦賀地方では『長兵衛鷹』と珍重され武家から求められた。元来の鷹匠として知り尽くした鷹飼の知識を基に忠実な模写を再現し、卓越した観察眼から徹底的な写実具象を心がけ美術絵画からかけ離れた学術画的な領域や精神分野を求めた画風は狩野派美術とは一線を画す。
鷹匠としての目線は、屏風一双の十二扇にふさわしい十二態を活写し、初代長兵衛の作品はその後の鷹絵の見本とされた。初代橋本長兵衛は現在、浅利政吉であると比定されており、二代・三代と長兵衛を称して作品がそれぞれ実在し、市指定有形文化財とされている作品がある。ただ学んだ画派や師匠は定かではないが、画風は緻密で鮮烈な鋭い目線は武士道に通じる精神的な覇気があり、かつ平面的な大和絵調の稚拙さが興味深い。
また「横手鷹」の祖とも言われ、牛蘭（政吉）の作品は現在秋田最古の日本画（鷹架図）として子孫が所蔵する。『秋田の画人』『秋田書画人伝』などに掲載がある。